# MRPS22
MRPS22 (англ. Mitochondrial ribosomal protein S22) — білок, який кодується однойменним геном, розташованим у людей на короткому плечі 3-ї хромосоми.  Довжина поліпептидного ланцюга білка становить 360 амінокислот, а молекулярна маса — 41 280.
| 10         |  | 20         |  | 30         |  | 40         |  | 50         |
| ---------- |  | ---------- |  | ---------- |  | ---------- |  | ---------- |
| MAPLGTTVLL |  | WSLLRSSPGV |  | ERVCFRARIQ |  | PWHGGLLQPL |  | PCSFEMGLPR |
| RRFSSEAAES |  | GSPETKKPTF |  | MDEEVQSILT |  | KMTGLNLQKT |  | FKPAIQELKP |
| PTYKLMTQAQ |  | LEEATRQAVE |  | AAKVRLKMPP |  | VLEERVPIND |  | VLAEDKILEG |
| TETTKYVFTD |  | ISYSIPHRER |  | FIVVREPSGT |  | LRKASWEERD |  | RMIQVYFPKE |
| GRKILTPIIF |  | KEENLRTMYS |  | QDRHVDVLNL |  | CFAQFEPDST |  | EYIKVHHKTY |
| EDIDKRGKYD |  | LLRSTRYFGG |  | MVWYFVNNKK |  | IDGLLIDQIQ |  | RDLIDDATNL |
| VQLYHVLHPD |  | GQSAQGAKDQ |  | AAEGINLIKV |  | FAKTEAQKGA |  | YIELTLQTYQ |
| EALSRHSAAS |  |            |  |            |  |            |  |            |

A: Аланін

C: Цистеїн

D: Аспарагінова кислота

E: Глутамінова кислота

F: Фенілаланін

G: Гліцин

H: Гістидин

I: Ізолейцин

K: Лізин

L: Лейцин

M: Метіонін

N: Аспарагін

P: Пролін

Q: Глутамін

R: Аргінін

S: Серин

T: Треонін

V: Валін

W: Триптофан

Кодований геном білок за функціями належить до рибонуклеопротеїнів, рибосомних білків, фосфопротеїнів. 
Задіяний у таких біологічних процесах, як ацетиляція, альтернативний сплайсинг. 
Локалізований у мітохондрії.